# Власи в България
Власи е общото наименование на две отделни етнически групи в България, говорещи източноромански езици. Основната група, наричани понякога бели власи, традиционно живеят уседнало в някои селища по южния бряг на река Дунав и в по-широка област в най-северозападния край на страната (във Видинско и Кулско), която продължава и на запад на сръбска територия. Другата група са арумъни, които традиционно се занимават с полуномадско планинско животновъдство, главно в Рило-Родопския масив в Южна България.
Днес власите в България са почти изцяло асимилирани и се самоопределят като българи. На преброяването на населението през 2021 г. като власи се определят 1643 души или 0,02 % от населението на страната, но вероятно значителна част от тези хора в действителност са румъноезични цигани (лудари). Ограничен брой български власи се определят и като румънци.

## История

### След Освобождението
През междувоенния период власите във Видинско често са кметове, бирници и особено полицаи, но рядко заемат по-високи административни или политически позиции. Полицаи от влашки произход във влашките села са особено активни в провеждането на правителствената политика, включително на дискриминационни мерки, като забрана да се говори влашки и да се носи традиционно облекло на обществени места.

### При комунистическия режим
В първите години след Деветосептемврийския преврат от 1944 година влашките села във Видинско, сравнително богати и консервативни, масово подкрепят опозиционния Български земеделски народен съюз – Никола Петков. На изборите за VI велико народно събрание опозицията включва във видинската си листа много власи, за пръв път в следосвобожденската история, и получава сериозна подкрепа сред власите. През 1947 година в Гъмзово и Брегово се стига до насилствена саморазправа с комунистически агитатори, събиращи т.нар. наряди.
Комунистите също се стремят да спечелят подкрепата на влашката общност във Видинско. Дискриминационните мерки от предходния период са временно премахнати, а за известно време комунистически агитатори дори водят пропагандата си по селата на влашки. Използването на влашки продължава спорадично, като за последен път е регистрирано при кампания около колективизацията през 1950 година. През следващите години тази политика постига известен успех и някои власи се издигат до важни постове в местната партийна номенклатура. Повечето от тях са от граничното село Брегово, наричано от селяните в района „Сталинград“ и по-късно получило статут на град, превръщайки се в опора на комунистическото влияние в района.

## Демография
Численост и дял на власите според преброяванията на населението в България през годините:
| Година | Дял (в %) | Численост |
| 1992   | 0.06      | 5159      |
| 2001   | 0.13      | 10 566    |
| 2011   | 0.04      | 3684      |

### Преброяване през 2001 г.
Според преброяването приблизително две трети от представителите на тази група са съсредоточени в 4 области – Варна, Шумен, Велико Търново и Разград. Относителният дял на това население е най-висок в община Аксаково – 12,1%, Летница – 7,0%, Никола Козлево – 6,4%, и т.н. Интересно е да се отбележи, че в с. Козяк от община Дулово 99,2% от населението е декларирало влашки произход. Над три четвърти от населението на с. Въглен (община Аксаково) също е от влашки произход.
Численост и дял на власите по области, според преброяването на населението през 2001 г.:
| Област         | Численост | Дял (в %) |
| Общо           | 10 566    | 0.133     |
| -------------- | --------- | --------- |
| Благоевград    | 7         | 0.002     |
| Бургас         | 623       | 0.147     |
| Варна          | 3620      | 0.783     |
| Велико Търново | 1066      | 0.363     |
| Видин          | 155       | 0.119     |
| Враца          | 34        | 0.013     |
| Габрово        | 383       | 0.265     |
| Добрич         | 77        | 0.035     |
| Кърджали       | –         | –         |
| Кюстендил      | 5         | 0.003     |
| Ловеч          | 458       | 0.269     |
| Монтана        | 19        | 0.010     |
| Пазарджик      | 109       | 0.035     |
| Перник         | 5         | 0.003     |
| Плевен         | 252       | 0.080     |
| Пловдив        | 214       | 0.029     |
| Разград        | 940       | 0.616     |
| Русе           | 625       | 0.234     |
| Силистра       | 457       | 0.321     |
| Сливен         | 14        | 0.006     |
| Смолян         | –         | –         |
| Софийска       | 26        | 0.009     |
| София          | 195       | 0.016     |
| Стара Загора   | 21        | 0.005     |
| Търговище      | 78        | 0.056     |
| Хасково        | 21        | 0.007     |
| Шумен          | 1137      | 0.556     |
| Ямбол          | 25        | 0.016     |